# 日産プリンス静岡販売
日産プリンス静岡販売株式会社（にっさんプリンスしずおかはんばい）は、静岡県静岡市に本社を置く、日産自動車のレッドステージ店である。

## 沿革
- 2006年4月3日-日産プリンス静岡販売株式会社設立

## 静岡県内の他日産車販売店
- 浜松日産自動車
- 静岡日産自動車